# Maladie de Charcot-Marie-Tooth
Pour les articles homonymes, voir CMT (homonymie).
Ne pas confondre avec la maladie de Charcot.
 Mise en garde médicale
Les maladies de Charcot-Marie-Tooth, ou CMT, sont un ensemble de maladies neurologiques génétiques parmi les plus fréquentes. Ces maladies génétiques rares concernent environ 1 naissance sur 2 500 en France.
Les CMT ne doivent pas être confondues avec la maladie de Charcot ou sclérose latérale amyotrophique qui est beaucoup plus grave.
Décrite en 1886 par le neurologue français Jean-Martin Charcot et son étudiant Pierre Marie, puis par le neurologue britannique Howard Henry Tooth (en), la CMT est une neuropathie héréditaire sensitivo-motrice qui n’affecte pas l’espérance de vie et n’entraîne pas de retard mental. Elle touche indifféremment l’homme ou la femme. Schématiquement, la CMT est liée à l’atteinte des nerfs périphériques, reliant la moelle épinière aux muscles, ce qui perturbe la conduction de l’influx nerveux. Elle entraîne des troubles de la marche et une déformation fréquente des pieds (pieds creux). Cette maladie peut se déclarer dès l'enfance, mais également se développer assez tard, à l’âge adulte. En général, la CMT évolue lentement, mais elle peut aussi progresser par paliers.

## Principaux symptômes
Les symptômes de la CMT apparaissent souvent pendant l'enfance et l'adolescence, mais dans certains cas, ils ne se manifestent qu'à l'âge adulte. La gravité et la progression des symptômes peuvent varier considérablement d'une personne à l'autre, même au sein d'une même famille.
Les principaux symptômes sont :
- une faiblesse musculaire progressive touchant en priorité les extrémités des membres[3];
- une atrophie musculaire pouvant entraîner une déformation des pieds et des mains ;
- une perte de la sensibilité[4];
- une scoliose légère à modérée[5].

Les personnes atteintes de CMT1 peuvent présenter une hypertrophie des nerfs. Celle-ci peut être palpable ou même visible à travers la peau, en particulier au niveau du coude. Ces nerfs hypertrophiés, appelés nerfs hypertrophiques, sont causés par un épaississement de la gaine de myéline.

## Traitements connus
En 2025, il n'existe pas de médicament permettant de guérir de la maladie, mais il existe des aménagements possibles permettant d'améliorer la vie du patient. Il est d'abord fortement recommandé aux personnes atteintes de la maladie de Charcot Marie-Tooth d'être suivies par un médecin MPR - médecine physique et de réadaptation - et un neurologue. Ce dernier aura pour rôle de tenir le patient informé d'un potentiel traitement ainsi que de suivre l'évolution de la maladie. Le médecin MPR pourra prescrire ou préconiser des éléments apportant du confort pour le quotidien de ces personnest,:
- des orthèses plantaires, des orthèses de nuit, un corset (de jour et/ou de nuit)
- une activitée sportive adaptée
- un certificat de tiers-temps supplémentaire pour les examens, d'une dispense d'activités sportives à l'école (non recommandée mais utile dans le cas où le professeur ne s'adapte pas à l'élève handicapé par la CMT)
- de la reconnaissance d'affectation longue durée (prise en charge à 100% des frais associés aux traitements et soins en lien avec la CMT par l'Assurance Maladie)
- une recommandation à l'attention de services de chirurgie si besoin
- l'aide à l'ouverture d'un dossier MDPH en dialogue avec le médecin traitant

Les appareils orthopédiques tels que les orthèses cheville-pied (AFO) sont couramment utilisés pour corriger le pied tombant et améliorer la démarche. Dans certains cas, des interventions chirurgicales peuvent être nécessaires pour redresser les orteils, abaisser la voûte plantaire ou fusionner les articulations afin d'améliorer la stabilité[1]. La prise en charge de la douleur peut inclure la physiothérapie, des appareils fonctionnels ou des médicaments pour soulager la douleur neuropathique[2]. Il est conseillé aux patients d'éviter l'immobilité prolongée, qui peut accélérer la progression de la maladie. Certains médicaments, tels que la vincristine (un agent chimiothérapeutique), sont à bannir chez les patients atteints de CMT en raison de leur toxicité pour les nerfs. Un suivi régulier auprès des professionnels de santé est essentiel pour adapter les soins à mesure que la maladie progresse.
En 2021 une équipe de chercheurs français du CNRS, de l’Inserm, de l’AP-HP et des universités Paris-Saclay et de Paris ont mis au point une thérapie innovante à base de petits ARN interférents (siARN) couplés à du squalène. Ils ont montré que, chez des souris modèles de la maladie de Charcot‑Marie‑Tooth, l’injection de ces nanoparticules ARN‑squalène permet de dégrader l’ARNm codant la protéine PMP22, ce qui restaure totalement la mobilité, la force musculaire, renforce la myéline des nerfs périphériques et normalise la vitesse de conduction nerveuse. L’effet thérapeutique persiste plusieurs semaines (jusqu’à plus de dix pour les formes légères), offrant une thérapeutique prometteuse pour une médecine de précision par siARN entièrement développée en France,. 

## Causes et Génétique
La maladie de Charcot-Marie-Tooth (CMT) est une affection neurologique héréditaire principalement causée par des mutations génétiques qui perturbent des protéines essentielles au sein des nerfs périphériques. Ces mutations affectent principalement les protéines essentielles à la structure et au fonctionnement de la gaine de myéline, notamment la protéine myélinique périphérique 22 (PMP22), la protéine myélinique zéro (P0/MPZ), la connexine 32 (Cx32/GJB1) et la périaxine (PRX), entraînant une démyélinisation. De plus, des mutations dans les protéines impliquées dans l'intégrité axonale, telles que la chaîne légère du neurofilament (NF-L), la dynamine 2 (DNM2), la protéine 1 associée à la différenciation induite par les gangliosides (GDAP1) et la mitofusine 2 (MFN2), peuvent provoquer des formes axonales de la CMT. En raison de l'interaction étroite entre les cellules de Schwann (qui produisent la myéline) et les axones, les mutations affectant les cellules de Schwann entraînent souvent une dégénérescence axonale secondaire, ce qui complique encore davantage la progression de la maladie. En fin de compte, la pathogenèse de la CMT implique la perturbation de processus cellulaires essentiels, notamment la synthèse des protéines, le tri, le transport intracellulaire, la dégradation des protéines et de la fonction mitochondriale, ce qui met en évidence les mécanismes moléculaires complexes qui sous-tendent cette maladie,.
| Chromosome | Gène impliqué | Explication |
| ---------- | ------------- | --- |
| 17         | PMP22         | La cause la plus fréquente (70 à 80 % des cas) de la CMT est une duplication sur le bras court du chromosome 1 qui entraîne une surexpression de la protéine myéline périphérique 22 (PMP22) et entraîne un excès de protéine PMP22, perturbant la structure et le fonctionnement normaux de la gaine de myéline, |
| 1          | MFN2          | Les mutations affectant le gène MFN2, situé sur le chromosome 1, altèrent la fonction des protéines mitochondriales. Le gène MFN2 muté provoque la formation de grappes ou d'agrégats mitochondriaux, ce qui limite leur mouvement le long des axones vers les synapses et altère ainsi la fonction synaptique,   |

Dans certaines formes telles que la CMT liée au chromosome X (CMTX), les mutations du gène GJB1 entraînent un dysfonctionnement des jonctions communicantes au sein des cellules de Schwann, ce qui altère davantage la transmission des signaux nerveux. 

## Classification
Les différents types de maladies de Charcot-Marie-Tooth (CMT) sont classés selon trois critères :
- la partie du nerf atteinte (myéline ou axone). Le critère utilisé est basé sur la vitesse de conduction de l'influx nerveux déterminée par électromyogramme. Dans le cas de l'atteinte de la myéline, cette vitesse est bien plus faible que dans le cas de l'atteinte de l'axone. Il existe également des CMT ayant une vitesse de conduction intermédiaire, classées à part ;
- le mode de transmission génétique (dominante ou récessive ou lié au chromosome X). La détermination de ce mode par le médecin résulte en grande partie d'un questionnement du patient sur l'historique de la maladie au sein de sa famille ;
- l'anomalie génétique cause de la maladie (en 2017, une soixantaine de gènes ont été identifiés).

Les deux premiers critères permettent de classer les CMT en six grands types (CMT1, CMT2, CMT4, CMTX, DI-CMT, RI-CMT), chaque type étant divisé en sous-types en fonction du troisième critère.
La variante la plus fréquente de la CMT est la CMT1A (48% des personnes atteintes), suivie de la CMT2A (6 %), la CMT1B (3 %), la CMT4C (2,5 %), la CMTX1 (2 %). Les symptômes les plus fréquents sont une instabilité des chevilles (52 %), des chutes (42 %) et une faiblesse de la main (42 %). L'atteinte est plus sévère pour la CMT2A, la CMT1B et la CMT4C que pour la CMT1A ou la CMTX1.

### Formes démyélinisantes de la CMT
Dans ces types de CMT, c'est la myéline, gaine isolante entourant les nerfs, qui est atteinte. Il en résulte une baisse caractéristique de la vitesse de transmission de l'influx nerveux, souvent inférieure à 20 m/s. Ce type de CMT se traduit souvent dès la petite enfance par des difficultés en sport.
On distingue :
- les CMT1, dont la transmission est autosomique dominante[18] ;
- les CMT4, dont la transmission est autosomique récessive[19].

### Formes axonales de la CMT
Dans ces types de CMT, c'est l'axone conduisant l'influx nerveux, qui est atteint. La vitesse de conduction de l'influx nerveux n'est pas affectée (de l'ordre de 40 m/s), mais c'est l'intensité du signal électrique qui est diminuée. Elles constituent le type CMT2. On y distingue :
- les CMT2 proprement dites, dont la transmission est autosomique dominante ;
- les AR-CMT2, dont la transmission est autosomique récessive.

### Formes intermédiaires de la CMT
On y regroupe des formes de CMT, où la vitesse de conduction de l'influx nerveux est comprise entre 25 m/s et 40 m/s. On distingue :
- les DI-CMT, dont la transmission est autosomique dominante ;
- les RI-CMT, dont la transmission est autosomique récessive ;
- les CMTX dont la transmission se fait par l'intermédiaire du chromosome X, soit sous forme dominante, soit sous forme récessive.

## Diagnostic
Pour diagnostiquer la CMT, les médecins commencent par établir des antécédents médicaux et familiaux détaillés. Il peut être nécessaire de consulter un spécialiste, tel qu'un neurologue, pour confirmer le diagnostic. Le médecin peut prescrire des tests diagnostiques, notamment,,:
- Études de conduction nerveuse
- Une électromyographie (EMG)
- Des tests génétiques à partir d’une prise de sang (pour les formes de la maladie dont le gène est connu)
- Une biopsie nerveuse

## Histoire
La maladie de Charcot-Marie-Tooth a été découverte pour la première fois en 1886 par trois scientifiques : Jean-Martin Charcot (1825-1893) et son assistant Pierre Marie (1853-1940), ainsi que le médecin anglais Howard Henry Tooth (1856-1925). En 1886, Tooth rapporte des cas identiques à ceux décrits par Charcot et Marie la même année. Dans leur publication originale, intitulée « Concerning a Special Form of Progressive Muscular Atrophy » (À propos d'une forme particulière d'atrophie musculaire progressive), Charcot et Marie ont reconnu que des cas similaires avaient déjà été publiés dans la littérature médicale. Leurs conclusions décrivent une neuropathie héréditaire caractérisée par une atrophie musculaire progressive et une diminution de la sensibilité dans les extrémités. Cette découverte cruciale a permis d'établir la CMT comme une entité clinique distincte, la différenciant d'autres troubles neuromusculaires tels que les dystrophies musculaires. Au fil des ans, les progrès en neurogénétique ont permis d'identifier diverses mutations génétiques responsables de la maladie, améliorant considérablement notre compréhension de sa pathogenèse et de sa classification.
Charcot a également noté que les descriptions antérieures de la maladie n'étaient ni objectives ni exhaustives. La plupart des comptes rendus antérieurs se contentaient de mentionner que la CMT était héréditaire. Charcot a donc estimé qu'il était essentiel de fournir une description complète de la maladie afin qu'elle reçoive l'attention qu'elle méritait.
À partir des années 1990, le séquençage de l'ADN a permis de déterminer petit à petit les gènes responsables de différents types de CMT, les moyens utilisés devenant de plus en plus performants. Ainsi, en mars 2010, le séquençage du génome complet a, pour la première fois, été utilisé pour identifier la cause d'une maladie génétique, en l'occurrence une variante récessive particulière de la CMT. Cette découverte a été faite par des scientifiques affiliés à l'Association Charcot-Marie-Tooth (CMTA). Le caractère récessif de la transmission et l'identification du gène en cause ont été obtenus en comparant le génome de la personne atteinte avec ceux de ses parents et de ses sept frères et sœurs, dont certains étaient atteints de la maladie et d'autres non : les deux parents, porteurs d'une copie normale et d'une copie mutée du gène SH3TC2, ne présentaient que des symptômes légers, voire aucun symptôme, alors que seuls les enfants qui avaient hérité de deux copies mutées du gène présentaient tous les symptômes cliniques de la maladie. Cet exemple montre l’importance de la génétique dans la compréhension, le diagnostic et, potentiellement les futurs traitements des maladies de Charcot-Marie-Tooth.